# 伊利攀氏螺
伊利土耳其螺是一種海螺的物種，屬於古腹足類支序陀螺總科唇齒螺科攀氏螺屬的海洋腹足綱軟體動物。

## 形態描述
螺殼尺寸從 8 mm 到 20 mm 不等。螺殼厚身，實心，無孔，有尖銳的錐型外型。

## 分佈
這些海螺常栖息越南、印尼及菲律賓的海岸。

## 外部連結
- 網絡生命大百科
- Hardy, Eddie. . Hardy's Internet Guide to Marine Gastropods. （原始内容存档于2020-06-28） （英语）.